# Saison 2017 de l'équipe cycliste Madison Genesis
La saison 2017 de l'équipe cycliste Madison Genesis est la cinquième de cette équipe.

## Préparation de la saison 2017

### Arrivées et départs
| Arrivées        | Équipe 2016                    |
| --------------- | ------------------------------ |
| Richard Handley | ONE                            |
| Jonathan McEvoy | NFTO                           |
| Alex Paton      | Pedal Heaven                   |
| Connor Swift    | Envelopemaster Giant Sheffield |

| Départs         | Équipe 2017 |
| --------------- | ----------- |
| Felix English   |             |
| Michael Northey | Retraite    |
| Thomas Stewart  | ONE         |
| Tristan Robbins | Raleigh GAC |

## Coureurs et encadrement technique

### Effectif
| Cycliste        | Date de naissance  | Nationalité      | Équipe 2016                    |  |
| --------------- | ------------------ | ---------------- | ------------------------------ |  |
| Alexandre Blain | 7 mars 1981        | France           | Madison Genesis                |  |
| Matt Cronshaw   | 30 décembre 1988   | Royaume-Uni      | Madison Genesis                |  |
| Joe Evans       | 2 décembre 1996    | Royaume-Uni      | Madison Genesis                |  |
| Richard Handley | 1er septembre 1990 | Royaume-Uni      | ONE                            |  |
| Taylor Gunman   | 14 mars 1991       | Nouvelle-Zélande | Madison Genesis                |  |
| Matthew Holmes  | 8 décembre 1993    | Royaume-Uni      | Madison Genesis                |  |
| Tobyn Horton    | 7 octobre 1986     | Royaume-Uni      | Madison Genesis                |  |
| Gruffudd Lewis  | 11 novembre 1987   | Royaume-Uni      | Madison Genesis                |  |
| Jonathan McEvoy | 2 août 1989        | Royaume-Uni      | NFTO                           |  |
| Alex Paton      | 10 mai 1990        | Royaume-Uni      | Pedal Heaven                   |  |
| Erick Rowsell   | 29 juillet 1990    | Royaume-Uni      | Madison Genesis                |  |
| Connor Swift    | 31 octobre 1995    | Royaume-Uni      | Envelopemaster Giant Sheffield |  |

## Bilan de la saison

### Victoires
| Date | Course | Pays | Classe | Vainqueur |
| ---- | ------ | ---- | ------ | --------- |